# Nandy
Nandy är en kommun i departementet Seine-et-Marne i regionen Île-de-France i norra Frankrike. Kommunen ligger i kantonen Savigny-le-Temple som tillhör arrondissementet Melun. År 2022 hade Nandy 6 322 invånare.

## Befolkningsutveckling
Antalet invånare i kommunen Nandy
| Referens: INSEE |